# 陈雨前
陈雨前（1962年4月17日—2025年6月21日），男，江西余江人，中华人民共和国陶瓷学者，曾任景德镇学院院长。

## 生平
1985年7月，毕业于江西师范大学中文系，在景德镇陶瓷学院工作。2004年，陈雨前在中央美术学院攻读中国美术史博士学位，受导师金维诺的影响和启发，首次提出“景德镇学”概念，以学科的形态系统研究和复兴中国陶瓷文化。2007年6月，任景德镇陶瓷学院院长助理。2008年6月，任景德镇陶瓷学院党委委员、副院长。2014年3月，任景德镇学院党委副书记、院长。
2020年1月，受聘为《中国大百科全书·陶瓷文化》专题主编。2025年6月21日凌晨2时15分在上海逝世，享年63岁。